# William Alexander Graham
William Alexander Graham (Lincolnton, 5 de setembro de 1804 – Saratoga Springs, 11 de agosto de 1875) foi um advogado e político norte-americano do estado da Carolina do Norte.

## Biografia
Graham cursou estudos clássicos na Universidade da Carolina do Norte em Chapel Hill, onde se formou em 1824. Em seguida ele estudou direito e começou a praticar advocacia no ano seguinte em Hillsborough. Graham serviu na Câmara dos Representantes da Carolina do Norte entre 1833 e 1840, duas vezes atuando como presidente da legislatura.
O senador Robert Strange renunciou de seu posto em 1840, com Graham tendo sido eleito para preencher a vacância. Ele serviu na posição entre novembro de 1840 e março de 1843, nesse meio tempo também atuando como presidente do Comitê de Reivindicações do senado. Graham foi eleito o 30º Governador da Carolina do Norte, posição que manteve entre 1845 a 1849. Ele recusou os postos de embaixador na Espanha e Rússia.
O presidente Millard Fillmore o nomeou em 1850 para a posição de Secretário da Marinha dos Estados Unidos. Ele renunciou em 1852 e foi o candidato do Partido Whig para vice-presidente na eleição presidencial de 1852 ao lado de Winfield Scott, porém foi derrotado. Dois anos depois, Graham foi eleito para o senado estadual da Carolina do Norte.
Graham serviu no senado dos Estados Confederados da América de 1864 até sua dissolução no ano seguinte. Em 1866 ele foi novamente eleito para o senado dos Estados Unidos, porém não conseguiu apresentar suas credenciais já que a Carolina do Norte ainda não tinha sido readmitida na União. Graham morreu em 1875 aos setenta anos de idade.